# Christiaan Pieter van Eeghen (1880-1968)

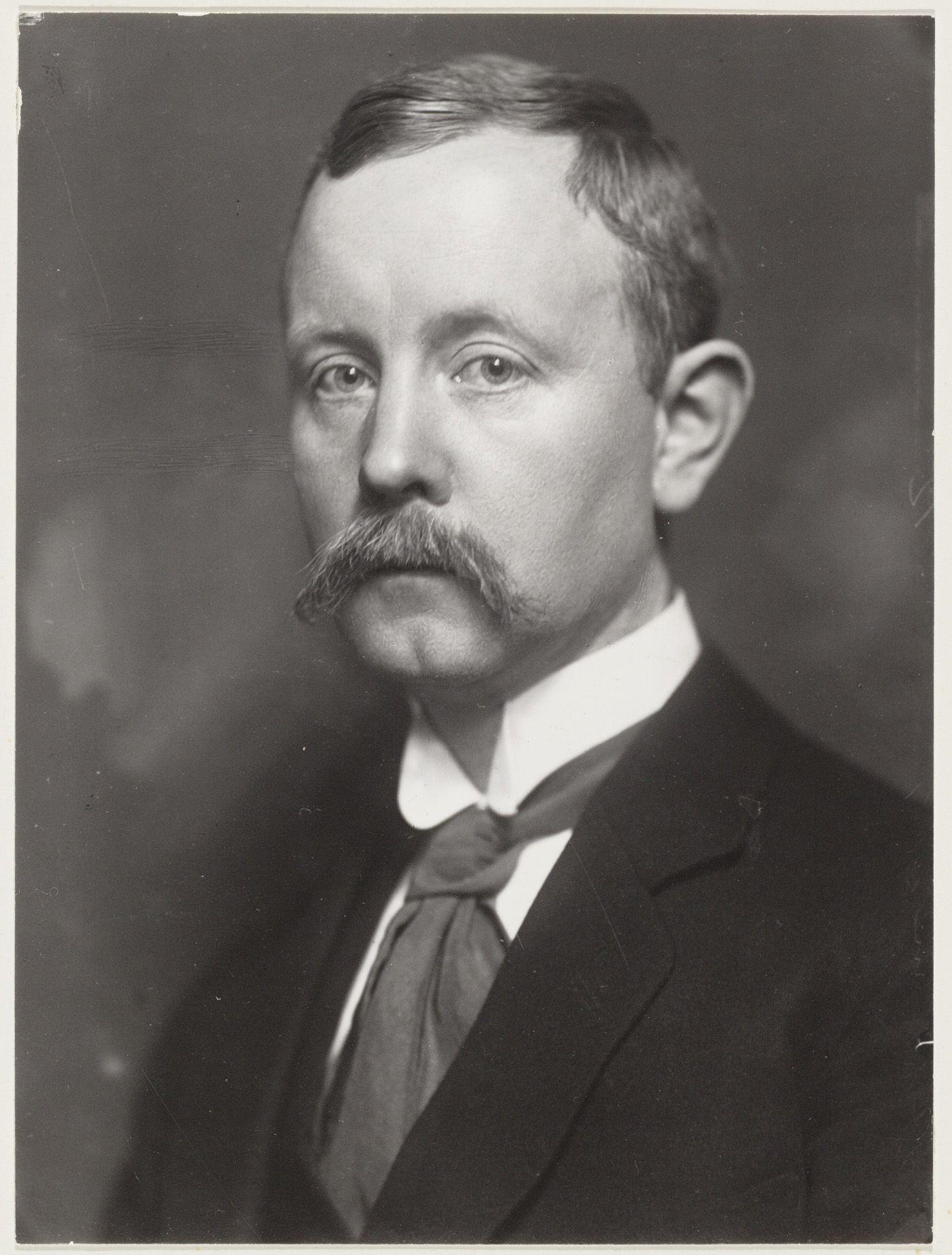
Christiaan Pieter van Eeghen in 1921, Atelier J. Merkelbach

Christiaan Pieter (Chris) van Eeghen (Amsterdam, 10 februari 1880 – aldaar, 28 juli 1968) was een Nederlands bankier, bestuurder en kunstverzamelaar. Hij was onder meer medeoprichter van de Vereniging Rembrandt en de Vereniging Hendrick de Keyser.

## Jeugd en opleiding
Christiaan Pieter van Eeghen werd geboren aan de Herengracht in Amsterdam, als zoon van de bankier Pieter van Eeghen en Maria de Clercq. Hij bezocht de particuliere school van Jouke Jelgerhuis Swildens aan de Prinsengracht in Amsterdam. Vervolgens ging hij naar de Openbare Handelsschool, waar hij in 1897 zijn eindexamen behaalde. Daarna volgde hij lessen bij de beeldhouwer Joseph Mendes da Costa en bereidde hij zich voor op het staatsexamen, dat hij in 1900 succesvol aflegde. Aansluitend studeerde hij rechten aan de Universiteit van Amsterdam en promoveerde in 1906 op het proefschrift Het rechtskarakter van den naam naar Nederlandsch recht. Tijdens zijn studie was hij redacteur van het studentenblad Propria Cures.

## Loopbaan

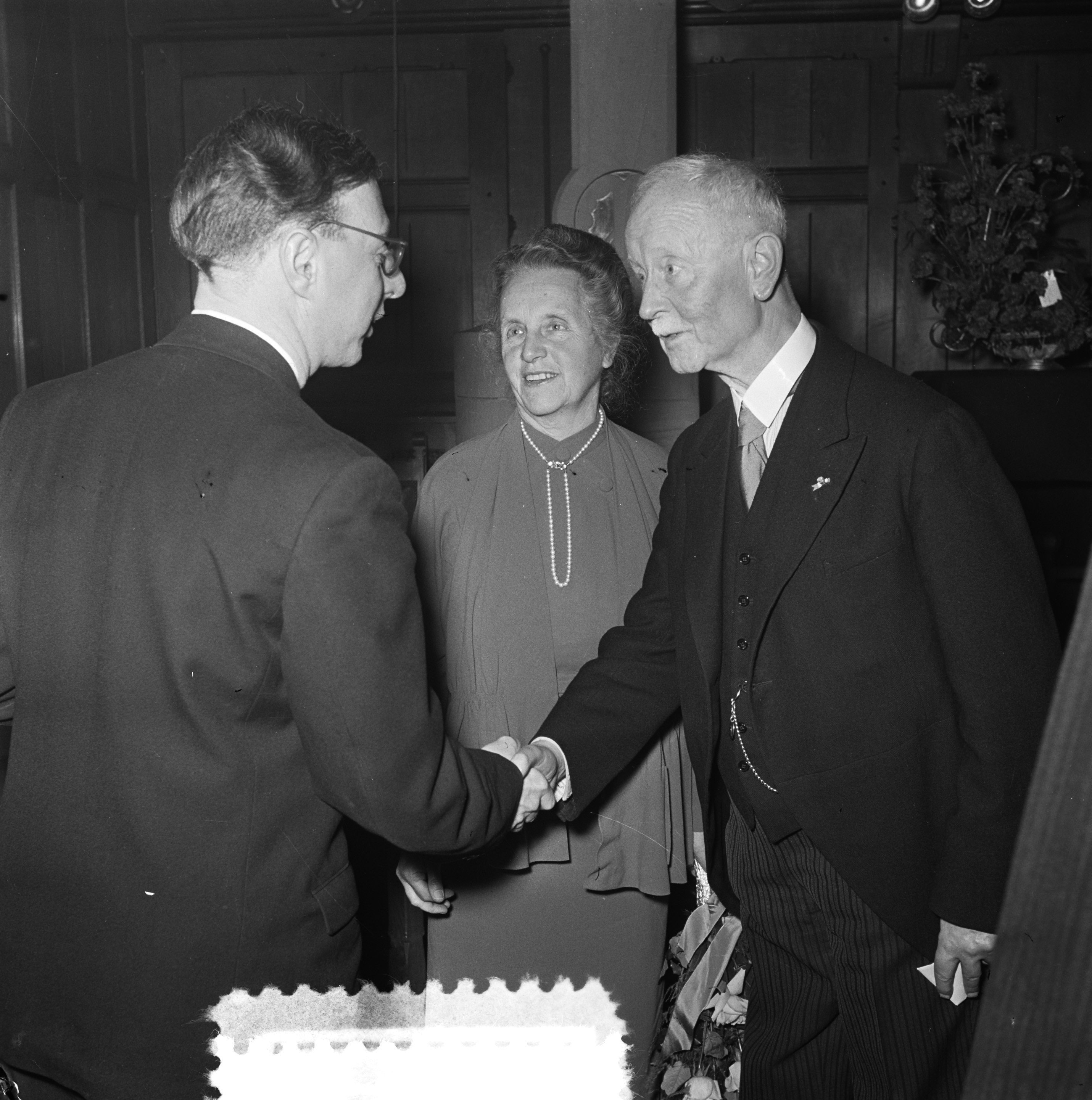
Afscheid C.P. van Eeghen als voorzitter van de Kamer van Koophandel Amsterdam, 1952

Na zijn studie trad Van Eeghen in dienst bij het familiebedrijf Van Eeghen & Co. Hij werd in 1907 procuratiehouder en in 1908 firmant. Hij bleef actief in het handelshuis tot eind 1924, waarna hij in 1925 directeur werd van de Nederlandsch Indische Handelsbank. Daarnaast bekleedde hij diverse nevenfuncties, waaronder het voorzitterschap van de Kamer van Koophandel en Fabrieken voor Amsterdam en van het College van Curatoren van het Doopsgezind Seminarie.
Van Eeghen was actief betrokken bij de Vereeniging ten behoeve der Arbeidersklasse te Amsterdam en de Vereeniging tot Aanleg van een rij- en wandelpark (Vondelpark), beide opgericht door zijn grootvader Piet van Eeghen. In 1939 schreef Van Eeghen het boek De tuin van Amsterdam. Wat er leeft in het Vondelpark en onthulde hij een monument ter ere van het 75-jarig jubileum van de Vereniging. In 1953 ondertekende hij als voorzitter van de Vereniging de overdracht van het Vondelpark aan de gemeente Amsterdam.
Van Eeghen was verder kunstverzamelaar, met een bijzondere interesse in kunst op papier. Hij bouwde een uitgebreide collectie op, deels geërfd uit de familie de Clercq en grotendeels zelf samengesteld.

## Persoonlijk leven

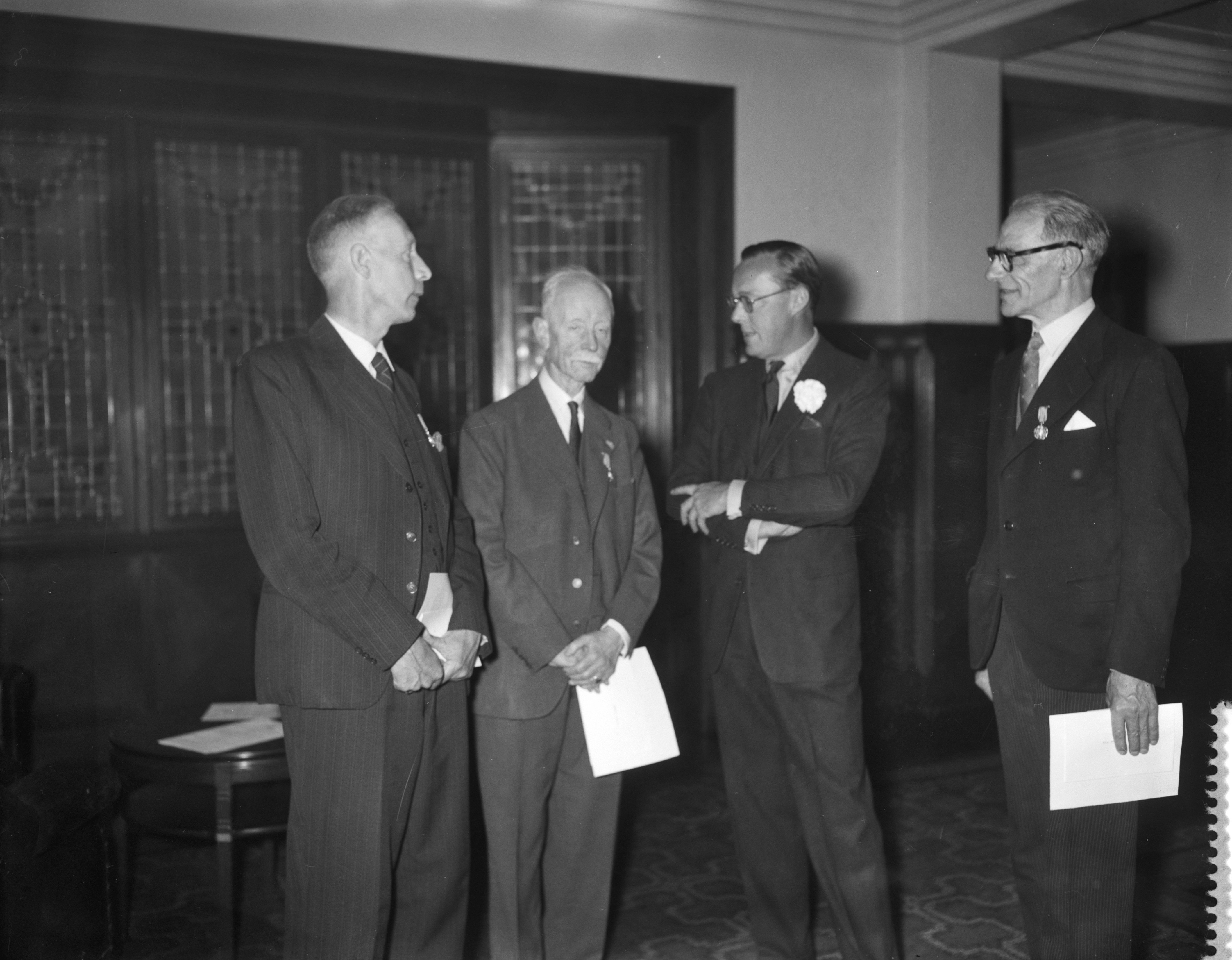
Uitreiking Zilveren Anjers, 1958. Van Eeghen als tweede van links.

Op 5 april 1906 trouwde Van Eeghen in Amsterdam met Henriëtte Heldring, dochter van Balthazar Heldring, president van de Nederlandsche Handel-maatschappij. Uit dit huwelijk werden zes kinderen geboren, onder wie de historicus Isabella Henriette van Eeghen. Van Eeghen overleed in 1968 in Amsterdam. Hij werd begraven op begraafplaats De Nieuwe Ooster.

## Onderscheidingen
- Officier in de Orde van Oranje-Nassau, 1925[7]
- Commandeur in de Orde van Oranje-Nassau, 1952[8]
- Ridder in de Orde van de Nederlandse Leeuw[9]
- Zilveren Anjer, 1958[10]

- Biografisch Portaal: 56029604
- Digitale Bibliotheek voor de Nederlandse Letteren: eegh007
- Gemeinsame Normdatei: 118933620
- International Standard Name Identifier: 0000 0003 8292 8488
- Library of Congress Control Number: n80137292
- Nederlandse Thesaurus van Auteursnamen: 07387874X
- RKD-Nederlands Instituut voor Kunstgeschiedenis: 345408
- Union List of Artist Names: 500637776
- Virtual International Authority File: 266843198